# Убийство полицейских в Нью-Йорке (2014)
Исмаил Бринсли 20 декабря 2014 года убил двух полицейских департамента полиции Нью-Йорка, находившихся при исполнении служебных обязанностей. Действие было актом мести за смерть Эрика Гарнера и гибель Майкла Брауна.
Бринсли приблизился к полицейскому автомобилю со стороны пассажира, в котором находились 40-летний Рафаэль Рамос (Rafael Ramos) и 32-летний Вэньцзянь Лю (Wenjian Liu) из 84-го Бруклинского полицейского участка. Выстрелами из полуавтоматического оружия в голову и верхнюю часть туловища оба офицера были убиты. Работники энергетической компании Con Ed, заметив происшедшее, проинформировали 911, а также патрульную машину. Преследуемый полицейскими Бринсли совершил попытку самоубийства на станции метро. Он и его жертвы были доставлены в больницу, где была констатирована смерть всех троих.
Перед нападением Бринсли написал в Instagram, что его акция — это месть за смерть Майкла Брауна и Эрика Гарнера. Позже был добавлен текст «I’m putting Wings on Pigs Today … They Take 1 of Ours … Lets Take 2 of Theirs» (вольный перевод — «Сегодня я приделаю свиньям крылья… Они забрали одного из нас… Давайте заберём двоих из них».

### Комментарии
1. ↑  Pigs является одним из оскорбительных прозвищ полицейских в США[3].